# Joseph Bara
François Joseph Bara, o Barra (Palaiseau, 30 luglio 1779 – Jallais, 7 dicembre 1793), è stato un giovane soldato repubblicano francese, che venne ucciso a 14 anni dai vandeani durante la guerra di Vandea.
Su impulso di Robespierre, la Convenzione lo rese un eroe che, gridando "Viva la Repubblica!", cadde sotto i colpi dei monarchici, e gli rese un culto patriottico e civico nell'anno II, attraverso feste e opere d'arte che esaltassero il sacrificio di questo adolescente. Questo culto fu aderito anche dal popolo, ma cessò dopo il 9 Termidoro.
La sua memoria si riattivò sotto la terza Repubblica, la quale, mobilitando le arti, la scuola, le feste, eccetera, lo rese uno dei personaggi importanti della memoria repubblicana francese. Bara venne rappresentato nelle statue e in pittura: queste opere furono riprodotte e la scuola lo propose come modello per gli alunni. Attualmente, il suo ricordo si perpetua soprattutto nell'odonimia.

## Biografia

### Primi anni

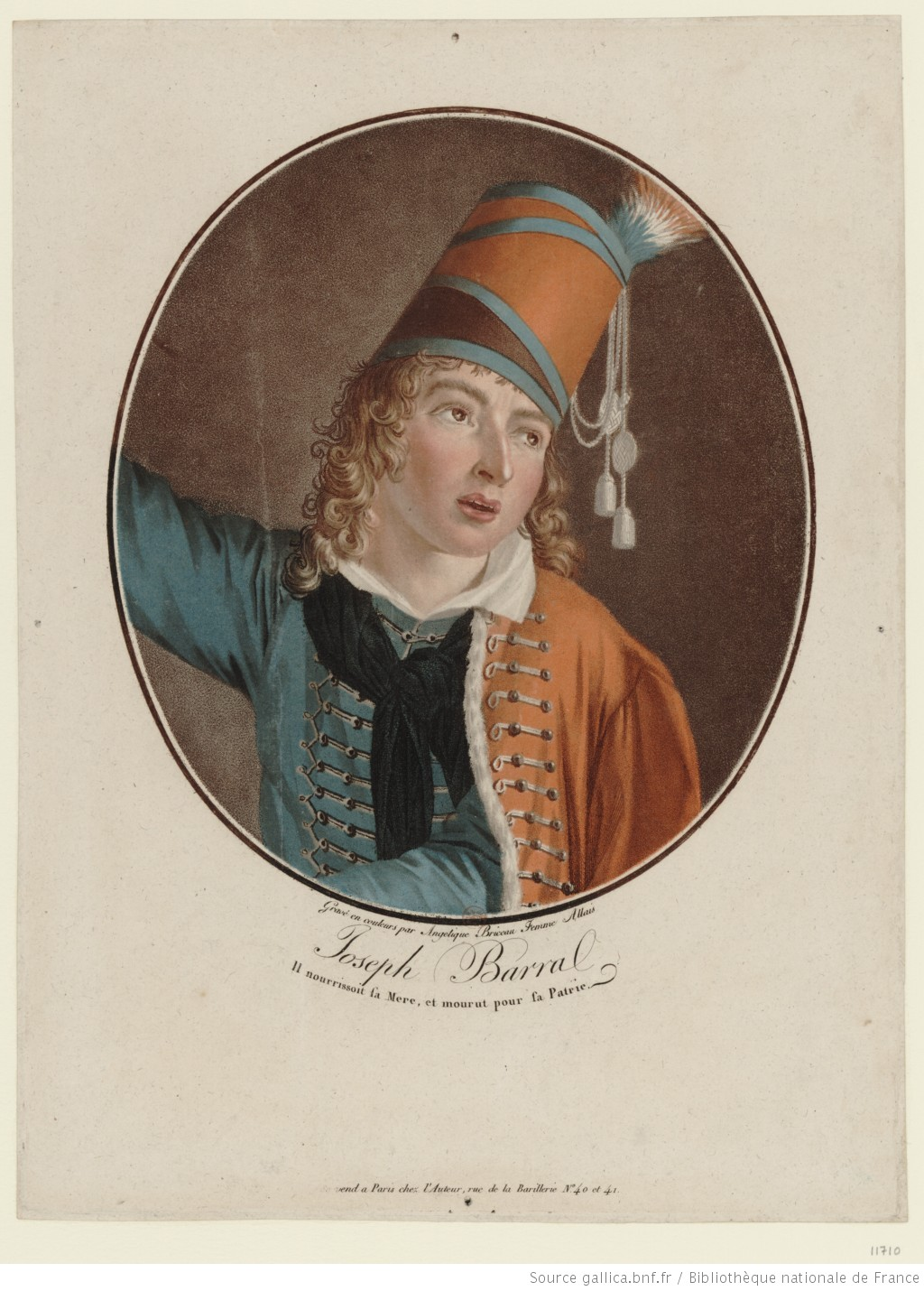
Joseph Barra in un'incisione di Angélique Allais del 1794.

Nono figlio di una famiglia che ne contava dieci, François Joseph Bara era figlio di François Bara, guardiacaccia del principe di Condé. signore di Palaiseau, e di Marie-Anne Le Roy. Venne battezzato il 31 luglio 1779 alla chiesa di San Martino a Palaiseau: il suo padrino era François Joseph Meyry de La Grange, il commissario generale e procuratore fiscale del principe di Condé, mentre la madrina era Jeanne Griffe, moglie di La Grange.
Quando suo padre morì nel 1784, il piccolo Joseph aveva solo cinque anni e la sua famiglia era ritenuta indigente. Nell'autunno del 1792, l'adolescente chiese di entrare nella divisione di Bressuire, guidata dall'aiutante generale Desmarres. Quest'ultimo fu il protettore del giovane Bara: il padre di Desmarres era stato il guardiacaccia del castello di Palaiseau e tra i domestici della famiglia Desmarres c'era la madre del giovane Joseph Bara, mentre una donna della famiglia Desmarres era la madrina di una sorella del giovane Joseph.

### Morte a Jallais

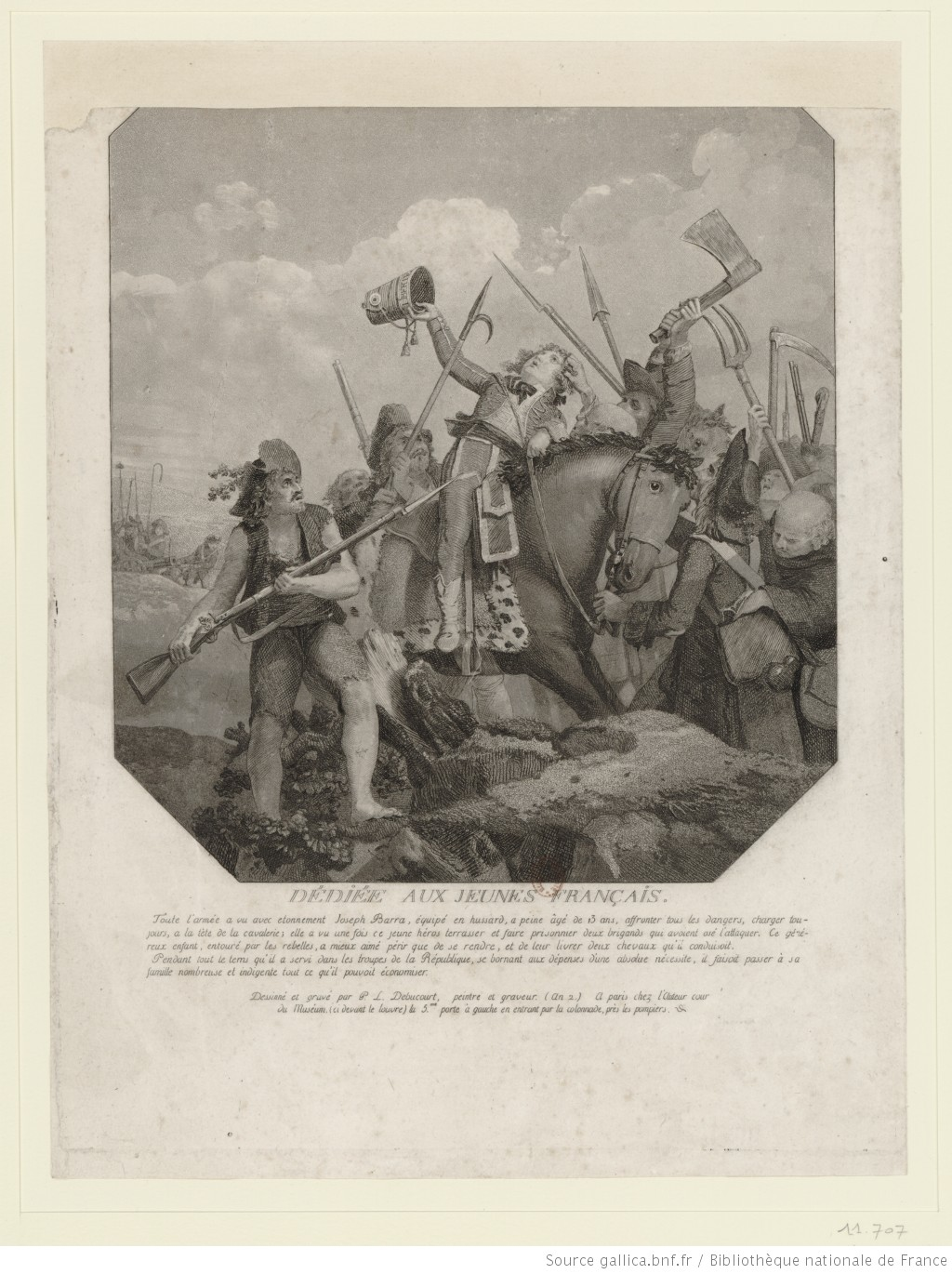
La morte di Barra in un'incisione del 1794 di Philibert-Louis Debucourt.

Allora, negli eserciti erano presenti molti bambini, con compiti imprecisi, ma non per forza legati al combattimento. Fu a partire da Bressuire che Desmarres combatté i vandeani comandati dal conte de La Bouëre e Pierre Cathelineau, fratello del generalissimo vandeano Jacques Cathelineau.
Avendo ricevuto l'ordine di occupare Jallais, a nord di Cholet, la truppa guidata da Desmarres venne sorpresa dai vandeani il 7 dicembre 1793. Fu durante questa scaramuccia che il giovane tamburino Joseph Bara venne ucciso.
Desmarres inviò un rapporto al ministero della guerra sulla condotta generosa del ragazzo e chiese alla Convenzione di aiutare la sua famiglia, molto povera. Questa lettera inviata da Desmarres alla Convenzione l'8 dicembre 1793 è l'unico documento che fa riferimento alla morte di Bara. Pertanto i dettagli aggiunti in seguito non hanno alcuna base provata. Secondo Desmarres, Bara, un volontario dell'ottavo reggimento degli ussari, avrebbe condiviso tutte le fatiche e tutti i pericoli della guerra e combattuto come un eroe.
Desmarres è dunque all'origine di questa mitologia repubblicana. Sottolineando la morte del bambino, trasformato in eroe e in martire repubblicano, cercò di far dimenticare la mediocrità del suo comando, che non gli impedì di finire sul patibolo. Nell'apprendere la decisione della Convenzione di onorare Bara, Desmarres scrisse una seconda lettera alla Convenzione, che vi fu letta il 26 nevoso (15 gennaio) 1794, dove mise in scena l'istante della morte di Bara:
Riprendendo questi elementi, Charles Mullié spiegherà nel 1852, nella Biografia delle celebrità militari degli eserciti di terra e di mare dal 1789 al 1850 (Biographie des célébrités militaires des armées de terre et de mer de 1789 à 1850) come fu colpito frontalmente con un colpo di sciabola nella mischia, nella quale cadde e morì premendo la coccarda tricolore sul suo cuore. Secondo lui, questa morte sembrava così eroica per un bambino di un'età normalmente spensierata e dedito al gioco, che il generale Desmarres decise di dare la notizia alla Convenzione. Nello stato delle perdite del quattordicesimo battaglione di Parigi, detto "della Repubblica" e in precedenza dei Piquiers,  Albert-François-Joseph Bara è annotato come "carrettiere d'artiglieria, colpito al ginocchio sinistro il 7 dicembre 1793, al castello di Jalès (sic).
Dalla protezione dei cavalli appartenenti all'esercito dai ladri che lo avevano pugnalato, la tradizione bianca (i monarchici) fece di Barra "un piccolo malandrino" che si era appena impossessato di loro. Quale sia stata l'attività di Bara, non morì esattamente in combattimento. Secondo lo stesso Desmarres, Bara che "conduceva due cavalli" sarebbe stato "circondato" dai vandeani e sarebbe morto in questa circostanza. Tuttavia, la ricostruzione precisa delle circostanze della morte di Bara conta molto meno che comprendere i meccanismi che lo resero un eroe, che fu possibile in quanto la nascita di questa leggenda rispondeva a delle aspettative.

## Fortuna rivoluzionaria
La prima lettera di Desmarres venne letta e commentata alla Convenzione da Barère il 25 frimario (15 dicembre) 1793. La convenzione concesse immediatamente una pensione alla madre del fanciullo. Questa lettera commosse Robespierre, che alla seduta della Convenzione dell'8 nevoso seguente (28 dicembre 1793) eresse Bara come modello di eroismo, di patriottismo e di pietà filiale, aggiungendo il dettaglio, in seguito ripresto di sovente, del grido per la Repubblica. Egli richiese la sua sepoltura nel Pantheon di Parigi. Dopo gli applausi, Barère chiese che venisse riprodotta una tela sulla morte del tamburino dipinta dal pittore David, così da esporla in tutte le scuole primarie.
La Convenzione adottò queste due proposte. Così si arricchì l'episodio della morte di Bara mentre si decretava sulla sua "panteonizzazione" e la diffusione della sua immagine. Era l'inizio dell'eroicizzazione del tamburino, e, sostituendola nel contesto politico di fine dicembre del 1793, Robespierre pareva perseguire un triplo obiettivo: riprendere in mano i culti popolari resi dai sanculotti ai martiri della libertà, atteggiarsi a custode della dottrina della rivoluzione e uscire dallo scandalo politico-finanziario della liquidazione della compagnia delle Indie. Più in generale, egli pensava che la virtù avesse bisogno di eroi e di feste per onorarli. Come in molti altri dei suoi discorsi, si ritrovano le sue reminescienze dell'ideale spartiate: per Robespierre, la costanza della quale Joseph Bara diede prova richiamava quella dei giovani della città greca di Sparta.
La Convenzione decise anche di adottare la madre di Bara. Il 10 pratile dell'anno II (29 maggio 1794), questa donna povera venne ammessa con due dei suoi bambini all'assemblea e per pochi istanti fu vicina al presidente, che allora era Prieur de la Côte-d'Or.

### Catechismo e feste civiche
L'esempio di Bara che sembrava in grado di stimolare il patriottismo e il senso civico tra i giovani venne citato nelle raccolte delle azioni eroiche, dopo che anche il giovane Joseph Agricol Viala si era sacrificato per la patria qualche mese prima. Il catechismo morale aveva in copertina un ritratto di Bara, colpito con una spada al petto e coronato di alloro.
L'impulso dato dalla propaganda ufficiale incontrò l'entusiasmo di numerose associazioni della gioventù e il culto di Bara si sviluppò. Egli venne associato agli altri martiri della libertà durante le feste civiche che furono organizzate a Parigi e in provincia, per esempio a Fréjus o a Tarbes, durante l'inverno del 1793-1794. In primavera si tennero delle feste locali che gli furono dedicate a Gannat, a Bourg-la-Reine, a Joigny…
Durante l'estate del 1794, delle feste, ispirate direttamente da David, vennero organizzate in onore di Bara e di Viala, soprattutto il 23 messidoro (11 luglio). Spesso vennero accoppiate con il 14 luglio. Il 10 termidoro dell'anno II, una grande festa nazionale organizzata da David doveva celebrare le figure di Bara e di Viala; questa non si tenne a Parigi a causa del colpo di stato del 9 termidoro, ma si tenne nelle province. Anzi, a Besançon, il giovane Charles Nodier pronunciò un elogio di Joseph Bara e di Joseph Agricol Viala nella chiesa della Santa Maddalena, su invito della società popolare della città. Delle feste furono organizzate ugualmente all'Aigle, a Bapaume, a Saint-Rambert…
Lo stesso cognome di Bara venne dato qualche volta come nome proprio ai neonati, ma l'ortografia traballante (Bara, Barat, Barra, Barrat, Barras) lascia un'ambiguità, e cioè se l'eroe onorato fosse sempre Joseph Bara o quello convenzionale Paul Barras.
Per lo storico Jean-Clément Martin, le invenzioni della propaganda rivoluzionaria "non vanno considerate soltanto per quello che sono, delle manipolazioni grossolane dell'opinione: queste corrispondono ugualmente a una domanda collettiva di eroismo".

### Omaggi artistici

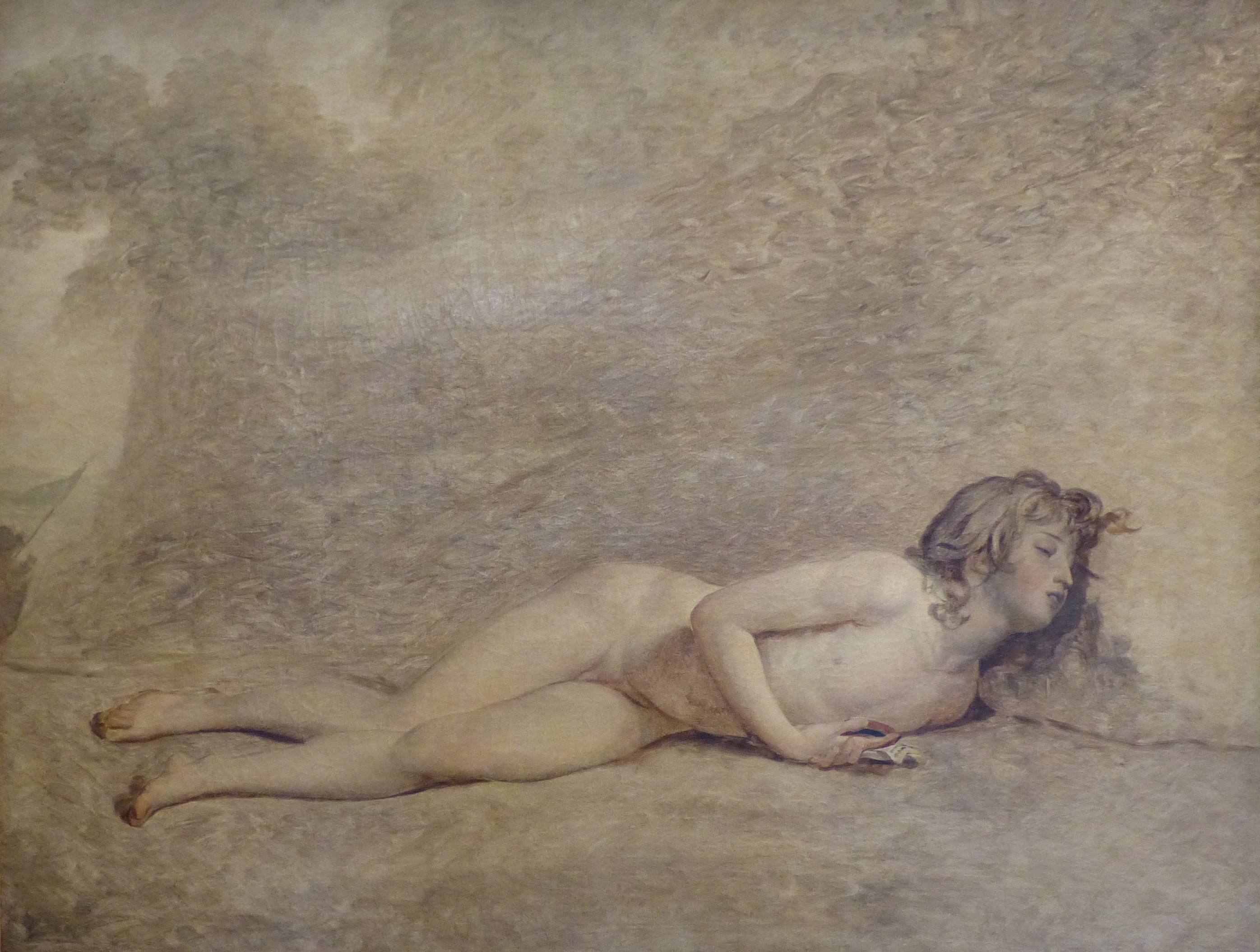
Jacques-Louis David, La morte del giovane Barra, 1794

Jacques-Louis David dipinse un quadro evocato nel decreto della Convenzione, intitolato La morte del giovane Barra. Quest'opera rappresenta il giovane Barra come un efebo nudo, il che può sembrare sorprendente. Potrebbe essere raffigurato spogliato dei vestiti dai nemici, ma è dubbio. Come analizza Jean-Clément Martin, questa nudità dà al giovane eroe una corporeità quasi androgina. Il trasferimento al Pantheon non ebbe mai luogo, tuttavia gli artisti della rivoluzione francese non tardarono a valorizzare l'episodio.
Bara ispirò più autori per delle opere teatrali. Così, all'Opéra-Comique venne presentata un'opera teatrale in un atto mescolata ad ariette, di Lévrier-Champion e André Grétry, intitolata Joseph Bara. Al teatro della Repubblica, Brios creò La mort du jeune Bara ou une journée de la Vendée, che è soprattutto una serie di dissertazioni morali e patriottiche, senza mettere in scena la morte dell'eroe. Al teatro Feydeau andò in scena l'Apothéose du jeune Bara, di Léger e Jadin, uno spettacolo in un atto che non mostra Bara, ma la sua famiglia in lutto.
Oltre al celebre Canto della partenza di Chénier, Bara venne immortalato da diverse canzoni. Molti di questi inni, composti per la festa prevista il 10 termidoro che non ebbe luogo, alla fine non furono eseguiti. L'anno II vide un fiorire di stampe che contribuirono anche a propagare la leggenda del giovane tamburino. Bara è rappresentato o in compagnia di altri eroi o solo, in uniforme, incoronato dalla Libertà, o attaccato dai vandeani e morente.
Durante la rivoluzione, il culto di Bara si limitò all'anno II: dopo il termidoro, non si onorava un eroe promosso da Robespierre e i montagnardi. Tuttavia, l'eroizzazione di Bara, oltre alle sue origini sociali, la sua giovane età, il suo ruolo subalterno nell'esercito e la sottigliezza dell'episodio che lo riguardava avrebbero dovuto condannarlo all'oblio, mentre facevano parte di un rovesciamento del paradigma dell'eroe grazie alla rivoluzione francese: ora l'eroe è meritocratico, mentre prima era per lo più aristocratico.

## Memoria repubblicana

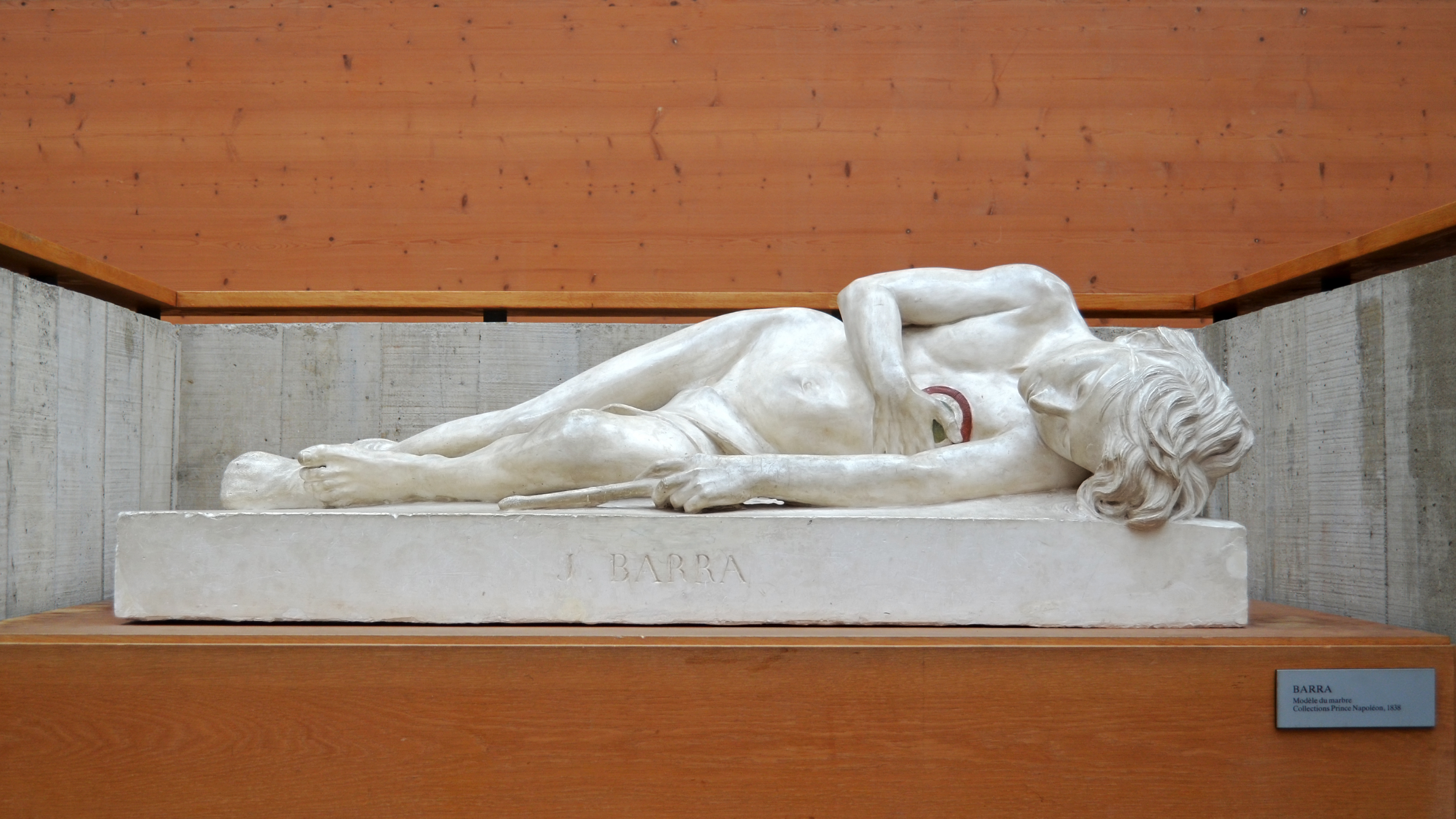
David d'Angers, Joseph Barra, 1838

Nel 1838, lo scultore angioino e militante repubblicano David d'Angers realizzò una scultura in gesso raffigurante Joseph Bara morente. Più precisamente, si tratta di un modello in gesso per un'opera che David d'Angers non riuscì a piazzare al Pantheon e che entrò nelle collezioni private di Girolamo Napoleone. Nel 1840, questo modello in gesso si unì alle tante sculture ed effigi repubblicane con le quali, a partire dal 1839, David d'Angers aprì una galleria di opere ad Angers, che da lui prese il nome. Esiste anche uno schizzo in terracotta. Si vede nettamente che David d'Angers richiama l'opera del suo predecessore e omonimo illustre: la posizione sdraiata, la nudità, la coccarda...
Durante la seconda repubblica, nel 1848, Bara apparve come il fante di fiori in un gioco di carte dedicato agli eroi liberatori, in compagnia di Napoleone, Washington, Guglielmo Tell, Simón Bolívar…

### Riattivazione della memoria sotto la terza Repubblica

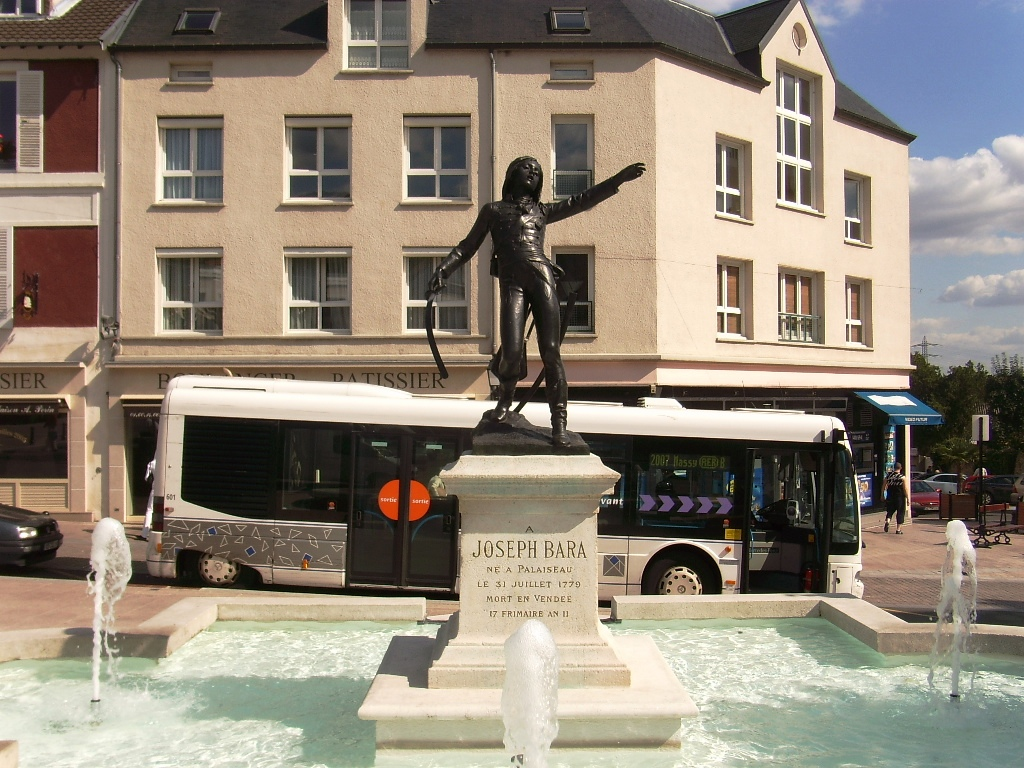
La statua di Joseph Bara a Palaiseau, del 1881.

Per radicare il regime repubblicano in Francia, la terza Repubblica si appropriò simbolicamente della cultura legata alla rivoluzione, e la riattivazione della memoria di Bara ne faceva parte.
La memoria repubblicana di Joseph Bara si radicò mentre la Vandea divenne una "regione della memoria", nel senso militare del termine, perpetuando il ricordo della guerra della Vandea. Più in generale, la celebrazione del sacrificio del bambino o del giovane che muore per la causa non è, nella seconda metà del XIX secolo, una particolarità repubblicana. Si ritrovano gli stessi temi sul versante cattolico, nella letteratura europea della fine degli anni 1860 relativa agli zuavi papali.
Nel 1876, nel pieno della "statuomania", i repubblicani della città di Palaiseau decisero di innalzare un monumento a Bara. Questa statua, finanziata con una sottoscrizione, fu inaugurata nel 1881, il che diede l'occasione di fare una grande festa che riunisse i militari, i parlamentari, le associazioni repubblicane, le fanfare e le società musicali. Un arco di trionfo temporaneo venne costruito davanti al domicilio dell'ultimo discendente della famiglia di Bara. Questa statua in bronzo, che si deve a Louis Albert-Lefeuvre, rappresenta Bara in uniforme, che porta una cartella, è in piedi ma barcolla, ha il braccio destro in alto e una spada pendente nella mano sinistra. Al contrario delle opere precedenti, viene rappresentato proprio il momento nel quale viene colpito.

#### Impulso delle belle arti

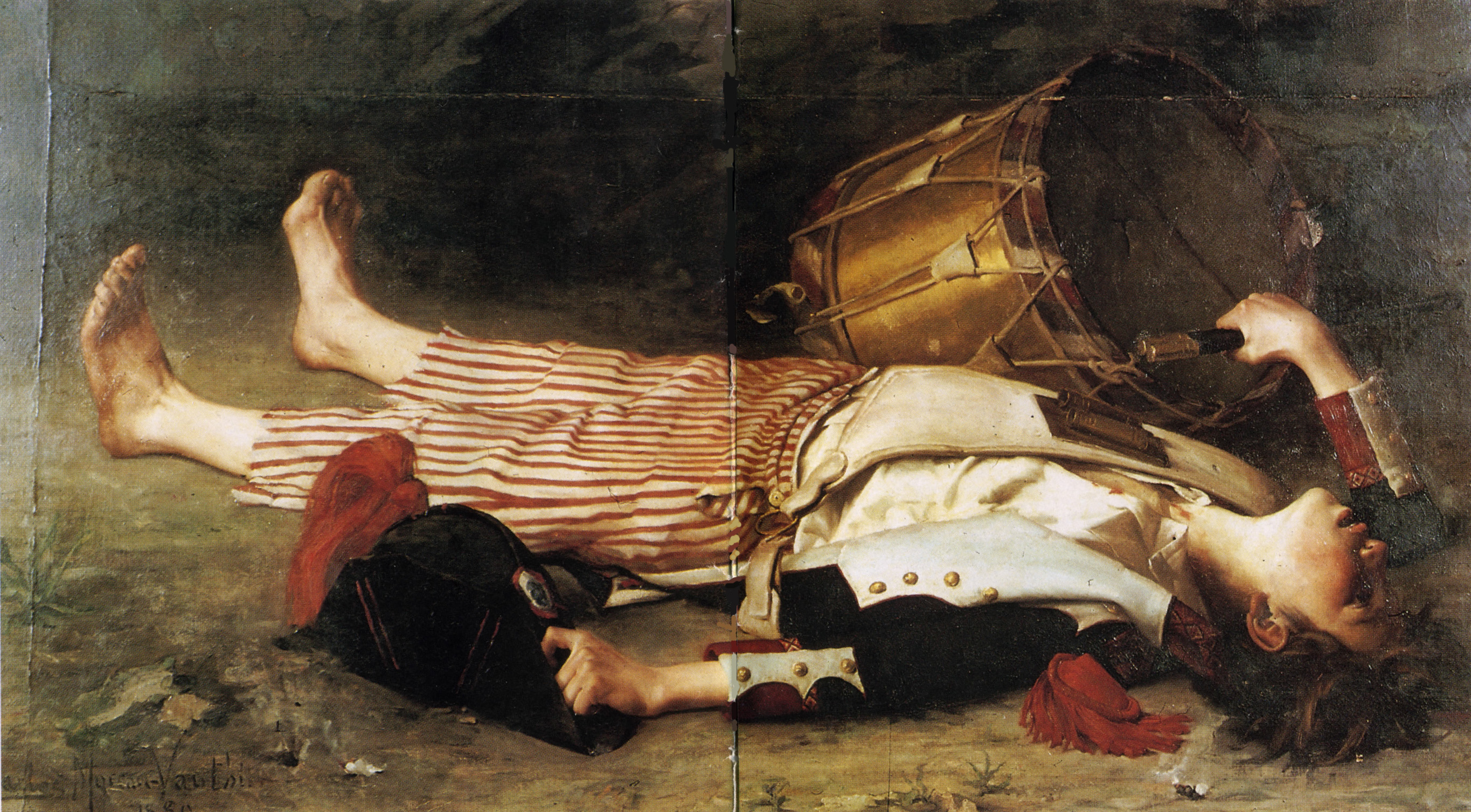
Charles Moreau-Vauthier, La morte di Joseph Bara, 1880

All'inizio degli anni 1880, furono realizzate varie tele ritraenti Bara. La mobilitazione degli artisti avvenne principalmente sotto l'impulso di Edmond Turquet, il sottosegretario di stato delle belle arti.
Nel 1880, Charles Moreau-Vauthier dipinse un dipinto ritraente Bara morto e intitolato La morte di Joseph Bara. Egli giace, vestito con un'uniforme e mentre tiene un tamburo. Nel 1882 circa, Jean-Jacques Henner realizzò un quadro, intitolato semplicemente Bara, che lo mostra morto e nudo. Tuttavia, la posizione è molto lontana da quella di David e si avvicina più a quella di Moreau-Vauthier: Bara è steso al suolo, con le braccia tese e una bacchetta in mano. Questo olio su tela è conservato al Petit Palais di Parigi.

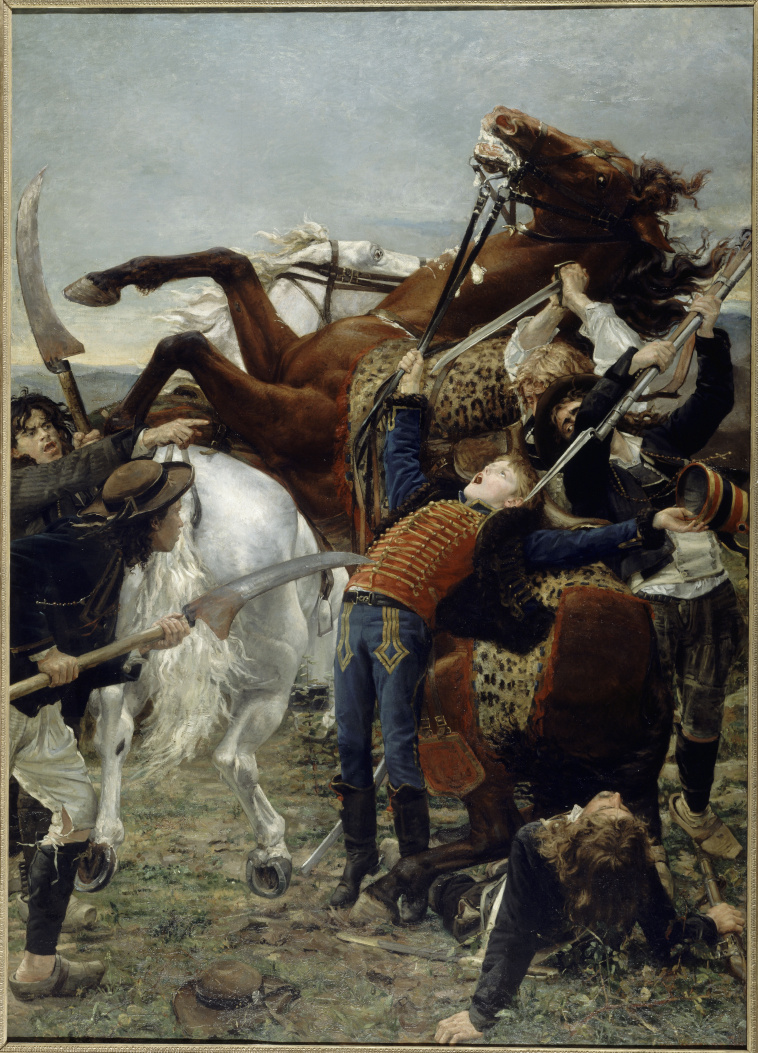
Jean-Joseph Weerts, La morte di Bara, 1883

Nel 1882, Jean-Joseph Weerts, un pittore originario del nord, molto prolifico, dipinse un ritratto di Bara come ussaro. Questo quadro è conservato al museo della Piscina di Roubaix. L'anno successivo, nel 1883, Weerts realizzò La morte di Bara, un quadro attualmente conservato al museo d'Orsay. Weerts rispose così a una commissione statale. Il quadro venne dunque esposto all'Eliseo durante l'esposizione universale del 1889, poi al museo del Lussemburgo. Dal 1926 al 1979 ornò il dipartimento dell'Alto Reno a Colmar e poi il municipio di Palaiseau dal 1979 al 1986.
Si tratta di un grande olio su tela (3,5 m x 2,5 m), relativo sia alla pittura di storia che per la pittura patriottica. Lo spettacolo che viene fatto vedere al pubblico è molto lontano dal giovane efebo dipinto da David. Circondato da tre vandeani che lo trafiggeranno con le loro armi già rosse, Bara, con l'uniforme da ussaro, viene catturato poco prima della morte, nel pieno dello scontro, come nella statua di Albert-Lefeuvre, con i cavalli citati nella lettera di Desmarres dietro di lui. Weerts potrebbe essersi ispirato alla stampa di Philibert-Louis Debucourt. Questa tela gli valse la Legion d'onore.
Fu nello stesso periodo, nel 1887, che lo stato commissionò a Noël Ruffier, uno scultore originario della Linguadoca, due busti di Bara e di Viala per il pritaneo militare della Flèche. Il busto di Bara, in marmo, che lo rappresenta come un ussaro, si trova nell'edificio del comando del pritaneo.

#### Educazione
A partire dal 1880, la memoria di Bara (e di Viala) riviveva anche nei manuali della scuola elementare: la terza Repubblica promuoveva così l'insegnamento di una storia viva e proponeva ai bambini un modello politico e scolastico. I manuali mettevano in scena un resoconto della morte di Bara, spesso illustrato. È soprattutto al momento dell'istituzione delle istituzioni repubblicane, tra il 1880 e il 1887, che Bara era molto presente nei manuali.
La leggende che si sviluppa riprende il discorso di Robespierre, secondo il quale, il 7 dicembre 1793, Bara venne preso dai vandeani a Cholet; costretto a gridare "Viva il re!", Joseph Bara preferì morire gridando "Viva la Repubblica!" Nello stessi anni 1880, i battaglioni scolastici, che sfilavano in occasione del 14 luglio, venivano chiamati talvolta "Bara in erba".
La figura di Bara venne proposta come modello dalla stampa rivolta alla gioventù, che allora iniziava a svilupparsi. Nel numero del 17 marzo 1906 del periodico La Jeunesse moderne, sono presenti un fumetto che ripercorre la storia del fanciullo e una riproduzione del dipinto di Weerts. Quasi trent'anni dopo, un altro settimanale per i giovani, Benjamin, pubblicò nel suo numero dell'8 settembre 1932, in una rubrica dedicata alla storia, un resoconto biografico di Bara illustrato da un disegno, il cui modello è nuovamente il quadro di Weerts. Anche il cinema degli albori riprese questa storia, come nella sceneggiatura di un corto del 1909 intitolato Le Petit tambour de la République.
Nei manuali scolastici la figura di Bara scompariva e poi riappariva ciclicamente, fino al 1940. Bara continuò a essere evocato sotto il regime di Vichy (come modello di pietà filiale) e in seguito. La resistenza comunista si impadronì della figura di Bara, comparato ai giovani combattenti morti della resistenza sul quotidiano L'Avant-garde. Con la liberazione fu il nome di Bara che diede il nome a una delle pubblicazioni del Fronte Patriottico della Gioventù, nel giugno del 1944, mentre il Comitato Nazionale degli Insegnanti pubblicava un giornale intitolato L'École de Bara. Léon Werth inoltre affermò che "questi sciami di piccoli Bara attaccano i carrarmati tedeschi con le granate". E nel 1947 si ritrova ancora la riproduzione del dipinto di Weerts su una delle pagine del calendario del quotidiano L'Humanité.

## Toponomastica

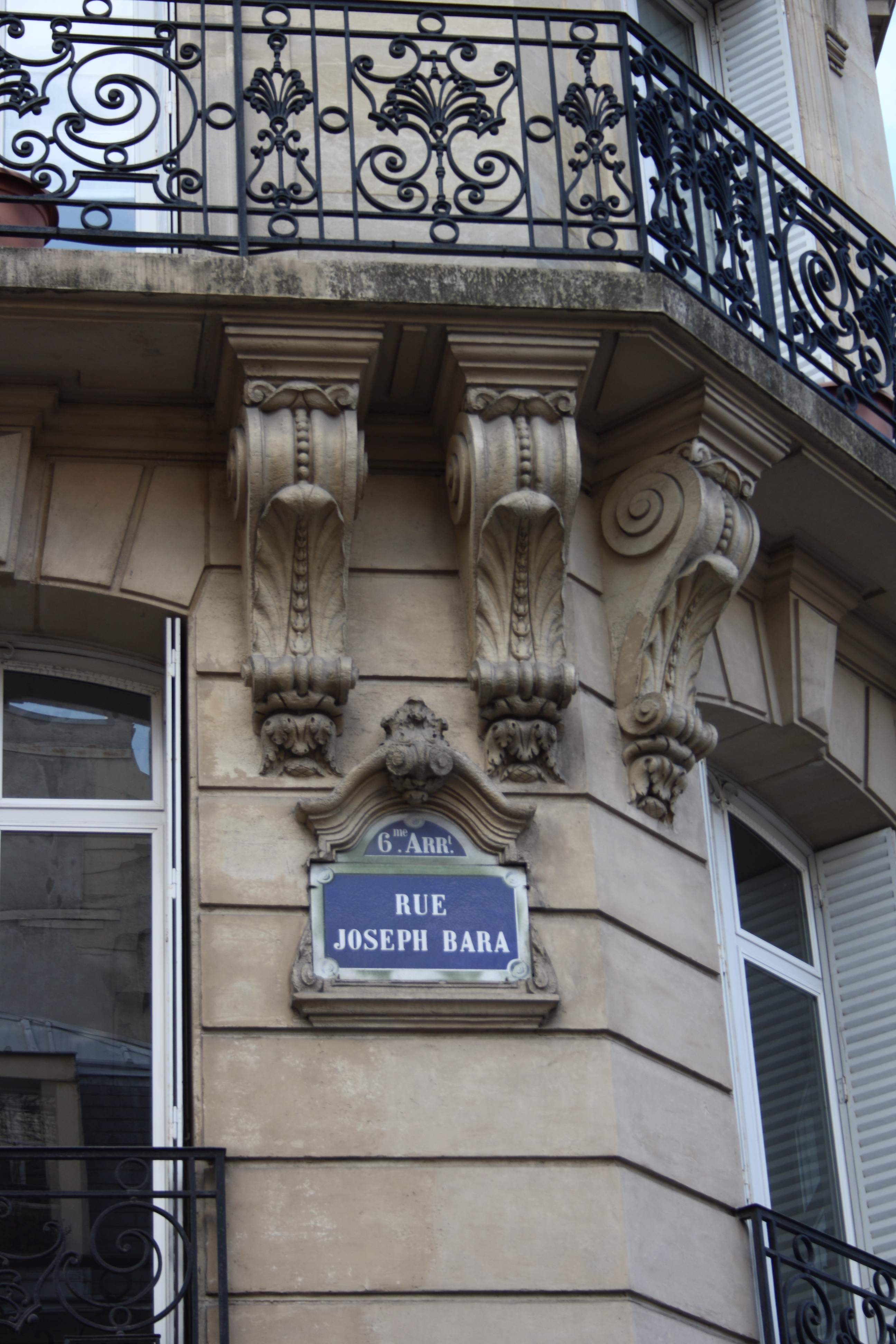
La rue Joseph Bara nel sesto arrondissement di Parigi.

Almeno una trentina di comuni francesi hanno una via, un viale o un boulevard che porta il nome di Joseph Bara. Per esempio esiste una rue Joseph-Bara a Parigi, tra la rue d’Assas e la rue Notre-Dame-des-Champs, nel sesto arrondissement. Nel comune vicino di Issy-les-Moulineaux esiste una rue Bara, la cui dedica riporta la frase "Eroe delle guerre rivoluzionarie". A Saint-Étienne, la rue Barra ha dato il suo nome a una stazione delle linee T1 e T2 del tranvai.
La memoria di Joseph Bara si perpetua nell'Angiò, dove morì, grazie alla via di Angers che porta il suo nome e il gesso di David d'Angers esposto nella galleria consacrata allo scultore angioino. Il suo nome è stato dato anche a degli stabilimenti scolastici: la scuola Joseph Bara e il collegio Joseph Bara di Palaiseau, sua città natale, e molte scuole in città di regioni diverse della Francia, da Agen a Villerupt, passando per Carvin.